# نشان دانش
نشان دانش از نشان‌های افتخار در ایران است.

## نشان دانش پهلوی
نشان دانش در دوره پهلوی جایگزین نشان علمی دوره قاجار شد. این نشان از جنس نقره و دارای طراحی ستاره ای شکل با هشت پَر بود. در مرکز آن تاج پهلوی به رنگ طلایی در زمینه ای با مینای آبی دیده می‌شد. اطراف قسمت مرکزی آن شاخه‌های زیتون قرار گرفته بود. قطر این نشان ۵۳ میلیمتر و دارای روبانی با دو نوار سرخ و یک نوار سفیدرنگ بود که به‌طور متناوب قرار گرفته بودند.

## نشان دانش جمهوری اسلامی
براساس ماده ۷ آیین‌نامه اعطای نشان‌های دولتی، نشان «دانش» به افرادی اعطا می‌شود که به جهتی از جهات ذیل در ارتقای سطح علمی کشور تلاش چشمگیر و کم سابقه داشته باشند:
1. ارائه تألیفات و آثار ارزشمند علمی
2. تلاش و خدمت صادقانه در جهت ارتقای سطح علمی دانش‌پژوهان از طریق تدریس در دانشگاه‌های کشور

## دریافت‌کنندگان

### اهداشده توسطاکبر هاشمی رفسنجانی
- سید جعفر شهیدی، درجه یک (۱۳۷۴)[۶]
- ابوالقاسم گرجی، درجه یک (۱۳۷۵)[۷][۸]

### اهداشده توسطسید محمد خاتمی
- محمود بلورچیان، درجه دو (۱۳۷۶)[۹]
- محمدتقی جعفری، درجه یک (۱۳۷۶)[۱۰]
- جعفر سبحانی، درجه یک (۱۳۷۸)[۱۱][۱۲]
- سید جلال‌الدین آشتیانی، درجه یک (۱۳۷۸)[۱۲][۱۳]
- مهدی محقق، درجه دو (۱۳۷۹)[۱۴]
- محمدرضا حکیمی، درجه یک (۱۳۸۲)[۱۵][۱۶]
- علی شریعتمداری، درجه یک (۱۳۸۲)[۱۶][۱۷]
- عباسقلی دانشور، درجه یک (۱۳۸۲)[۱۶][۱۸]
- سید حسین صفایی، درجه دو (۱۳۸۳)[۱۹][۲۰]
- محمد هاشمی، درجه دو (۱۳۸۳)[۲۰][۲۱]
- جمشید ممتاز، درجه دو (۱۳۸۳)[۲۰][۲۲]
- ناصر کاتوزیان، درجه یک (۱۳۸۳)[۲۰][۲۳][۲۴]
- ناصر سیم‌فروش، درجه دو (۱۳۸۳)[۲۰][۲۵][۲۶]
- افسانه صفوی، درجه سه (۱۳۸۳)[۲۳][۲۷]
- رضا برادران، درجه دو (۱۳۸۳)[۲۸]
- حسین زمرشیدی، درجه سه (۱۳۸۳)[۲۹][۳۰]
- محمد آشوری، درجه دو (۱۳۸۴)[۳۱][۳۲]
- سید عزت‌الله عراقی، درجه دو (۱۳۸۴)[۳۳][۳۴]
- اکبر کمیجانی، درجه سه (۱۳۸۴)[۳۲][۳۵]
- حسن حبیبی، درجه یک (۱۳۸۴)[۳۶]
- ایرج فاضل، درجه یک (۱۳۸۴)[۳۶]
- رضا داوری اردکانی، درجه یک (۱۳۸۴)[۳۶]
- کاظم معتمدنژاد، درجه یک (۱۳۸۴)[۳۶]
- محمدابراهیم باستانی پاریزی، درجه یک (۱۳۸۴)[۳۶]
- علی‌محمد هنجنی، درجه دو (۱۳۸۴)[۳۶]
- حسین مهرپور، درجه دو (۱۳۸۴)[۳۶]

### اهداشده توسطمحمود احمدی‌نژاد
- علی‌اکبر ولایتی، درجه یک (۱۳۸۸)[۳۶]
- مهدی گلشنی، درجه یک (۱۳۸۸)[۳۶]
- محمدحسن گنجی، درجه یک (1390)[۳۷][۳۸]
- پرویز دوامی، درجه یک (۱۳۹۰)[۳۶]
- عباس شریفی تهرانی، درجه یک (۱۳۹۰)[۳۶]
- بهمن یزدی صمدی، درجه یک (۱۳۹۰)[۳۶]
- مهدی رجبعلی‌پور، درجه یک (۱۳۹۰)[۳۶]
- عباس شفیعی، درجه یک (۱۳۹۰)[۳۶]
- فریدون عزیزی، درجه یک (۱۳۹۰)[۳۶]
- کریم وصال، درجه یک (۱۳۹۰)[۳۶]
- اسماعیل یزدی، درجه یک (۱۳۹۰)[۳۶]

## مدال‌های افتخار

### پس از انقلاب

مدال درجه یک دانش
مدال درجه دو دانش
مدال درجه سه دانش

### پیش از انقلاب

مدال درجه یک دانش
مدال درجه دو دانش
مدال درجه سه دانش